# Les Garennes sur Loire
Les Garennes sur Loire é uma comuna francesa na região administrativa da Pays de la Loire, no departamento de Maine-et-Loire. Estende-se por uma área de 25,25 km². Em 2010 a comuna tinha 4 631 habitantes (densidade: 183,4 hab./km²).
A municipalidade foi estabelecida em 15 de dezembro de 2016 e consiste na fusão das antigas comunas de Juigné-sur-Loire e Saint-Jean-des-Mauvrets.